# سالن زیبایی (فیلم ۲۰۰۵)
سالن زیبایی (به انگلیسی: Beauty Shop) فیلمی محصول سال ۲۰۰۵ و به کارگردانی بیله وودراف است. در این فیلم بازیگرانی همچون کویین لطیفه، آلیسیا سیلورستون، اندی مک‌داول، الفری وودارد، مینا سوواری، کوین بیکن، جایمن هانسو، لیل جی‌جی، دلا ریس، گلدن بروکس، کشیا نایت پولیام، اکتاویا اسپنسر، پیج هرد، ریگان گومز-پرستون، شری شپرد، کیمورا لی سیمونز و ویلمر والدراما ایفای نقش کرده‌اند.